# 밀크 오브 소로우: 슬픈 모유
밀크 오브 소로우: 슬픈 모유(La teta asustada)는 2009년 공개된 영화이다.

## 줄거리
영화는 페루의 격동적인 현대사 속에서 학대받은 여성들의 공포를 다룬다. 영화는 노파가 죽어가는 침상에서 자신의 강간과 남편의 죽음을 노래하며 시작된다. 그녀의 딸 파우스타는 이러한 트라우마를 간직한 채 성장하며 남자에 대한 극심한 공포와 강간에 대한 두려움을 갖게 된다. 그녀는 스스로를 보호하기 위해 질 속에 감자를 넣어두고, 그 감자는 점차 그녀의 건강을 해친다.
어머니의 죽음 이후 장례비를 마련하기 위해 파우스타는 부유한 피아니스트인 아이다의 집에서 일하게 된다. 아이다는 새로운 곡을 완성하는 데 어려움을 겪고 있었는데, 파우스타가 작곡에 재능이 있음을 발견하고 곡을 부탁한다. 파우스타는 어머니의 장례비를 마련하기 위해 진주 목걸이를 대가로 곡을 써준다. 아이다는 파우스타의 곡을 연주하며 큰 호응을 받지만, 연주 후 파우스타를 거리로 내쫓는다.
파우스타의 삼촌은 그녀에게 어머니처럼 두려움 속에 살지 말고 자신의 삶을 살아가라고 조언한다. 결국 파우스타는 질 속의 감자를 제거하는 수술을 받고 어머니를 바닷가에 묻으며, 두려움을 극복하고 새로운 삶을 시작할 것을 암시하며 영화는 마무리된다.
영화는 페루 내전 당시 군인들의 집단 강간이 여성들에게 큰 트라우마를 남겼고, 이는 모유를 통해 다음 세대에게까지 전달된다는 민간 신앙을 바탕으로 한다. 영화는 이러한 트라우마가 개인뿐 아니라 사회 전체에 미치는 영향을 심리적, 사회학적으로 접근하며, 전쟁의 폭력이 개인의 삶과 정신에 미치는 심각한 결과를 보여준다.

## 출연

### 주연
- 마갈리 솔리에
- 수지 산체스
- 에프레인 솔리스
- 바바라 라존

### 조연
- 델시 히르디아
- 칼라 히르디아